# Xã Delaware, Quận Delaware, Ohio
Xã Delaware (tiếng Anh: Delaware Township) là một xã thuộc quận Delaware, tiểu bang Ohio, Hoa Kỳ. Năm 2010, dân số của xã này là 2.152 người.